# Aeroportul Alessandria
Aeroportul Alessandria (IATA: QAL, ICAO: LILA) este un aeroport din Italia ce deservește zona Alessandria.
Situat la o altitudine de 116 m, aeroportul dispune de 1 pistă.

## Infrastructură

### Piste
Aeroportul dispune de o singură pistă. Pista are orientarea 03/21. 